# Fernando Morientes
Fernando Morientes, född 5 april 1976, är en spansk före detta fotbollsspelare (anfallare) som mellan 1998 och 2007 spelade 47 matcher och gjorde 27 mål för det spanska landslaget. Under fem säsonger spelade han 573 matcher och gjorde 204 mål, en majoritet av dessa i Real Madrid där han spelade mellan 1997 och 2005.
Morientes kom till Real Madrid 1997 efter att ha spelat för Albacete och Real Zaragoza. Under sin tid i Real Madrid vann han bland annat ligan två gånger (2001 och 2003) och Champions League vid tre tillfällen (1998, 2000 och 2002). Inför säsongen 2003–2004 lånades han ut till franska AS Monaco, där han spelade ytterligare en Champions League-final. Han gjorde 9 mål på 12 matcher i turneringen och vann därmed turneringens skytteliga. Efter en säsong i Monaco återvände han till Real Madrid men såldes efter ett halvår i januari 2005 till Liverpool i en övergång värd cirka 9 miljoner euro. Eftersom han spelat i Champions League för Real Madrid tidigare under säsongen fick han inte medverka för Liverpool då de tog sig till final och där besegrade AC Milan. Säsongen 2005–2006 vann han sedan FA-cupen med klubben. 
Efter bara en och en halv säsong i Liverpool såldes han tillbaka till Spanien och Valencia sommaren 2006 för cirka fem miljoner euro. Han spelade sedan för Valencia under tre säsonger innan han återvände till Frankrike för spel i Marseille säsongen 2009–2010. Han spelade dock bara 13 matcher under året och meddelade i slutet på augusti 2010 att han avslutat sin fotbollskarriär.